# Serra da Estrela (szubrégió)

A Serra da Estrela szubrégió térképe

A Serra da Estrela szubrégió egy NUTS III-as statisztikai szubrégió Portugáliában, mely a NUTS II-es Centro régió részét képezi. A Serra da Estrela szubrégió a kontinentális Portugália legmagasabb szárazföldi pontjáról, a Serra da Estrela hegységről kapta nevét. 
Északról Dão-Lafões, nyugatról  Beira Interior Norte, délről Cova da Beira, míg keleti irányból Pinhal Interior Norte szubrégiók határolják. A Serra da Estrela szubrégióban található a Serra da Estrela hegység és a Serra da Estrela Nemzeti Park legnagyobb hányada. Területe 867,8 négyzetkilométer. 
A szubrégióhoz három község tartozik:
- Fornos de Algodres
- Gouveia
- Seia.

## Fordítás
Ez a szócikk részben vagy egészben  a   Serra da Estrela Subregion című angol Wikipédia-szócikk ezen változatának fordításán alapul.  Az eredeti cikk szerkesztőit annak laptörténete sorolja fel. Ez a jelzés csupán a megfogalmazás eredetét és a szerzői jogokat jelzi, nem szolgál a cikkben szereplő információk forrásmegjelöléseként.